# Iurie Leancă
Iurie Leancă (Cimișlia, Cimișlia járás, 1963. október 20. –) moldáv politikus, a Moldovai Liberális Demokrata Párt (PLDM) tagja, 2013-tól 2015-ig Moldova miniszterelnöke.

## Élete
A Moszkvai Nemzetközi Kapcsolatok Intézetében (MGIMO) diplomázott 1986-ban, és rögtön a Külügyminisztériumban helyezkedett el, ahol kezdetét vette diplomáciai karrierje. A Moldovai Köztársaság egyesült államokbeli nagykövetségén dolgozott 1993 és 1997 között, majd miután hazarendelték, három kormányban is betöltötte a külügyminiszter-helyettesi posztot (1998–2001). 2009 óta tagja moldovai parlamentnek.
Mindkét Filat-kormány kül- és európai integrációs minisztere, és egyben első miniszterelnök-helyettese (2009–2013). Sikeresen változtatott az ország külföldi imázsán. Tárgyalási folyamatot kezdeményezett egy EU-társulási megállapodásról, a szabadkereskedelmi megállapodásról, valamint a moldovai állampolgárokkal szembeni EU-s vízumkényszer megszüntetéséről.
2013 márciusában – egy bizalmatlansági szavazás után – a Vlad Filat vezette kabinet megbukott, Nicolae Timofti köztársasági elnök április 25-én kinevezte ügyvezető kormányfőnek, majd május 17-én a miniszterelnöki tisztségre jelölte. A parlament május 30-án megválasztotta kormánya összetételét, majd másnap a kabinet letette az esküt.
Románul, oroszul, angolul, franciául, magyarul és bolgár nyelven beszél folyékonyan.